# キツネノメマゴ
キツネノメマゴ（学名：Justicia hayatae）はキツネノマゴ科キツネノマゴ属の一年草。海浜植物。

## 特徴
高さ10–25 cm。茎は分枝し、全体が這うか、下部が這い上部は直立する。葉は卵形～広卵形で長さ1–1.5 cm、厚く光沢ががあり無毛。茎の先に穂状花序を出し、薄紅紫色の唇型花をまばらに咲かせる。萼片は小さく長楕円形で短毛が散生する。花期は主に夏頃。
同属のキツネノマゴやキツネノヒマゴは海浜植物ではない。これらと本種の相違点は、本種は茎や葉に毛がほぼ無く、葉は厚く、萼片全体に毛が密生することはなく、花色がやや濃いなどの特徴。

## 分布と生育環境
喜界島以南の南西諸島、インド～東南アジア、台湾。分布域については、石垣島・与那国島以南とも、あるいは先島諸島以南とし、沖縄本島に自生とされるが、あまり見つからないとも記される。海岸の岩場や崖地、礫の多い斜面などの草地に生育。

## 分類
キツネノマゴ属Justiciaは近年、多くの属に区別することがあり、POWOではJusticia hayataeをRostellularia hayataeのシノニムとしているが、本項ではYListなどに従い、本種の学名をJ. hayataeとし、R. hayataeをシノニムとする。

## ギャラリー
キツネノメマゴ
（2025年4月 沖縄県石垣市崎枝 御神崎）
- 草姿
- 十字対生する無毛の葉
- 穂状花序。萼片の毛は不明瞭